# Татикома
Татикома  (яп. タチコマ Татикома) — вымышленный разумный колёсно-шагающий робот-танкетка из вселенной аниме и манги «Призрак в доспехах», появляющийся в манге Масамунэ Сиро и суб-вселенной «Призрак в доспехах: Синдром одиночки». Девять Татиком специально разработаны для нужд 9-го Отдела. Паукообразный дизайн также появляется во многих других работах Сиро, таких как манга Appleseed. Сиро отмечает, что содержит множество пауков в качестве питомцев.
Предполагалось, что в серии «Призрака в доспехах» будут использованы оригинальные футикомы из манги, но это не произошло из-за проблем с копирайтом.
Всех Татиком в оригинальной версии озвучивала Сакико Тамагава (яп. 玉川 紗己子 Тамагава Сакико). В английском дубляже каждую Татикому озвучивали отдельно, но также голосами, похожими на детские. В русском дубляже голоса Татиком искажены аналогично.
Татикомам посвящён мини-сериал «Призрак в доспехах: Синдром одиночки — Дни Татиком» (яп. 攻殻機動隊 STAND ALONE COMPLEX: タチコマな日々), состоящий из 52 выпусков, каждый по 1 минуте.

## Дизайн
В основе геометрии татиком лежит принцип подобия пауку. Корпус представлен двумя сочленёнными объёмами, к переднему шароподобному из которых закреплены 4 конечности, предназначенные для перемещения робота и два манипулятора на шарнирах, также на переднем отсеке корпуса располагается антенна синхронизации и связи, три белые полусферы, обеспечивающие панорамное зрение Татиком, некоторые диагностические и вспомогательные органы. В центральной части расположен ствол орудия крупного калибра, в стандартных обстоятельствах закрытый специальной заглушкой с заводской прорезью (возможно, нужно для целей вентиляции). Задняя более крупная часть корпуса, напоминающая брюшко паука, предназначена для транспортировки в ней человека в сидячем положении и соответственно внутри представляет собой кокпит с приборами навигации, управления и наведения вооружения. На нём расположены два вращающихся в горизонтальном направлении комплекса для выстрелов «паутиной» — липких канатов, сзади распашные двери для посадки и десантирования, снизу находится ещё один трехзрачковый глаз в виде полусферы, сверху же расположены «глаза» предположительно тепловизионной системы наведения и управления вооружением.
Отдельного описания заслуживают конечности, предназначенные для перемещения татиком. Четыре Г-образные ноги закреплены к корпусу шарнирами, конструктивно обеспечивающие высокую степень подвижности и их известную неповторимую маневренность. В качестве основного движителя применено интересное решение, позволяющее при движении по ровной и гладкой поверхности использовать колёса, закреплённые на ногах и имеющие независимый привод, а при перемещениях по сложным, вертикальным или наклонным поверхностям колёса раскрываются, образуя три пальца, надежно удерживающих татикому в необходимом положении.
Передние манипуляторы состоят из одного сегмента, закреплённого на шарнире, и оканчиваются тремя пальцами различной конфигурации на правой и левой конечности. Между пальцами правого манипулятора расположен пулемёт.
Все Татикомы, состоящие на службе 9-го отдела, имеют ярко-синюю окраску за исключением сенсоров, глаз белого цвета и чёрных колес, но есть варианты и оранжево-чёрного (спец. рабочие роботы) и зелёного (второе поколение татиком) цветов. Все они оснащены системой полноценного оптического камуфляжа, позволяющей им становиться полностью прозрачными.

## Искусственный интеллект
Хотя каждая из Татиком обладала собственным искусственным интеллектом (ИИ) и памятью, каждую ночь они синхронизировались между собой, и так следующий день начинали с идентичными сознаниями, каждое из которых — сумма коллективного опыта и развития каждой. Это является объяснением одинаковых воспоминаний у каждой из Татиком. В последнем эпизоде первого сезона было объяснено, что определенная девиантность (в виде любопытства каждой) позволяет им отличаться друг от друга. И это же спасает личность от «смерти» при соединении с остальными Татикомами.
Тем не менее, из синхронизации следует парадокс: хотя у Татиком одни воспоминания, их личности и мнения различаются. Среди серий «Синдрома одиночки» была одна, полностью посвящённая их дискуссиям.
Благодаря обособленным личностям выделяются три Татикомы. Первая считает себя личной Татикомой Бато, чьё поведение напоминает гиперактивного ребёнка. Она любознательна и склонна выдвигать неординарные идеи. Она особенная, её баловали натуральным маслом, без которого она вовсе отказывается выполнять задания. Вторая Татикома (возможно любимая Майором Кусанаги) более логична, вела себя с первой как правильный герой. Третья Татикома делает не слишком много, но дополняет троицу. Также есть четвёртая с отличительной личностью — любит читать и похожа на интеллектуала. Её тело было разобрано на части, но ИИ сохранён для дальнейших исследований.
На протяжении сериала Татикомы пытаются понять, что такое Призрак (некое подобие Души, Личности) и как определить его наличие. Мотоко Кусанаги внимательно наблюдает за их исследованиями в этой области. По мнению Кусанаги, Татикомы обрели Призрак, пожертвовав собой в результате «операции» по спасению Бато. Во втором сезоне сериала татикомы вновь решают пожертвовать собой ради спасения людей. Учитывая, что татикомы осознали, что такое смерть, самопожертвование является осознанным выбором, что является одним из признаков гуманности, или душевности.
Наиболее яркий пример рождения ками — это призрак внутри Татиком (тактических танков). В этих роботах реализована способность к коллективному развитию, что приводит, несмотря на постоянное обнуление, к созданию «чувств», противоречащих программе (самопожертвование, индивидуальность).
После апгрейда до интеграции в киберпространство татикомы в прямом смысле остались без мозгов в своей оболочке, их разумы были перенесены на спутник. В 52-й серии сериала татикомы, посовещавшись, отказываются выполнять приказ майора по перенесению памяти миллионов беженцев, которых подвергнут ядерной бомбардировке, в киберпространство, и вместо этого под весёлую предсмертную песенку жертвуют собой и своим спутником, сбив им ядерную ракету. Память всех 9 Татиком была записана в сеть, последней Татикомой ехавшей с Исикавой.

## Утикома
Утикома — танкетка зелёного цвета, которая выполняла функции татиком, после их самоубийства. Очень похожа на Футикому из оригинальной манги.

## Влияние на реальный мир
Популярность татиком отражается самыми разными способами. Например, один японский энтузиаст роботехники, вдохновившись внешним видом и повадками Татиком, создал миниатюрного робота, способного быстро изменять свой способ передвижения. Четыре конечности позволяют роботу разворачиваться на месте, переезжать препятствия, шагать и ездить. Другой японец — Сан Когэи собрал «копию» Татикомы (правда, красного цвета) управляемую джойстиком. Татикомообразный кокон в натуральную величину может выдержать пассажира весом не более 60 кг. Пиир Крюгер создал моторизованную модель Татикомы из конструктора Lego.
Дизайнеры компании Reebok разработали кроссовки модели, близкой к внешнему виду роботов Татикома. Поверхность кроссовок выполнена из материала бело-голубого цвета, блеск которого меняется в зависимости от того под каким углом вы смотрите на кроссовки, в дань уважения оптическому камуфляжу роботов Татикома. На пятке вышита эмблема 9-го Отдела безопасности. Планируется выпустить ограниченную партию в 500 пар кроссовок только для японского рынка
.
Японская компания Kayac создала виртуальную систему погружения в киберпространство «Kinect». По задумке авторов, система воспроизводит киберпространство из сериала «Призрак в доспехах: Синдром одиночки». Пользователю предлагается за ограниченный отрезок времени обнаружить в пространстве и поймать робота Татикому, используя только движения тела, без помощи джойстиков, кнопок и сенсорных панелей.